# Amt Irsch-Schöndorf
Das Amt Irsch-Schöndorf mit Sitz in Wilzenburg war ein Amt im Landkreis Trier im Regierungsbezirk Trier.
Bis 1927 wurde es als Bürgermeisterei Irsch-Schöndorf bezeichnet, die Ende des 19. Jh. aus den Bürgermeistereien Irsch und Schöndorf hervorgegangen war.
Im Jahre 1931 hatte das Amt Irsch-Schöndorf 5670 Einwohner und eine Fläche von 78,69 Quadratkilometern. Der Bürgermeister hieß Zimmer, die Amtsvertretung hatte 31 Sitze.
1934 wurde aus Teilen des Amtes Irsch-Schöndorf, dem Amt Farschweiler und dem Amt Ruwer das Amt Waldrach in Ruwer gebildet.

## Amtsangehörige Gemeinden
1. Bonerath
2. Filsch
3. Franzenheim
4. Gusterath
5. Gutweiler
6. Hinzenburg
7. Hockweiler
8. Holzerath
9. Irsch
10. Kernscheid
11. Korlingen
12. Lampaden
13. Ollmuth
14. Paschel
15. Pellingen
16. Pluwig
17. Schöndorf
18. Sommerau
19. Tarforst